# Ballindalloch Railway Bridge
Die Ballindalloch Railway Bridge ist eine ehemalige Eisenbahnbrücke in der schottischen Ortschaft Ballindalloch in der Council Area Moray. 1987 wurde das Bauwerk in die schottischen Denkmallisten in der höchsten Denkmalkategorie A aufgenommen. Eine ehemalige zusätzliche Einstufung als Scheduled Monument wurde 2006 aufgehoben.

## Geschichte
1861 wurde der Bau der Strathspey Line beschlossen und die Strecke zwischen Boat of Garten und Craigellachie am 1. Juli 1863 eröffnet. Für die Brückenkonstruktion zeichnet der in Dundee ansässige G. McFarlane verantwortlich. Drei Jahre später ging die Betreibergesellschaft in der Great North of Scotland Railway auf. Die Ballindalloch Railway Bridge wurde im Jahre 1863 als Spey-Querung der Strathspey Railway errichtet. Die Strecke besaß eine hohe Bedeutung für den Transport des Whiskys aus den zahlreichen Brennereien der Speyside. Im Rahmen des Beeching Axe wurde die Strathspey Railway 1965 zunächst für den Personenverkehr und 1968 schließlich vollständig aufgelassen. Zwischenzeitlich wurde das Gleis abgetragen. Heute führt der Speyside Way über die Ballindalloch Bridge.

## Beschreibung
Die Ballindalloch Railway Bridge überspannt den Spey in der Streusiedlung Ballindalloch nahe der Whiskybrennerei Cragganmore. Die Gitterträgerbrücke aus Schmiedeeisen besitzt eine Gesamtlänge von etwa 85 Metern. Hiervon entfällt der Hauptteil auf das mittlere, den Spey überspannende Brückenfeld mit einer Stützweite von 59 Metern. Bei den äußeren Feldern handelt es sich um kurze Vorlandbrücken. Der Überbau aus Parallelgurten weist eine Höhe von etwa 5,2 Metern auf. Bei der Umnutzung zu einem Wanderweg wurde eine Decke aus Holzdielen aufgelegt.